# Arthur Lubin

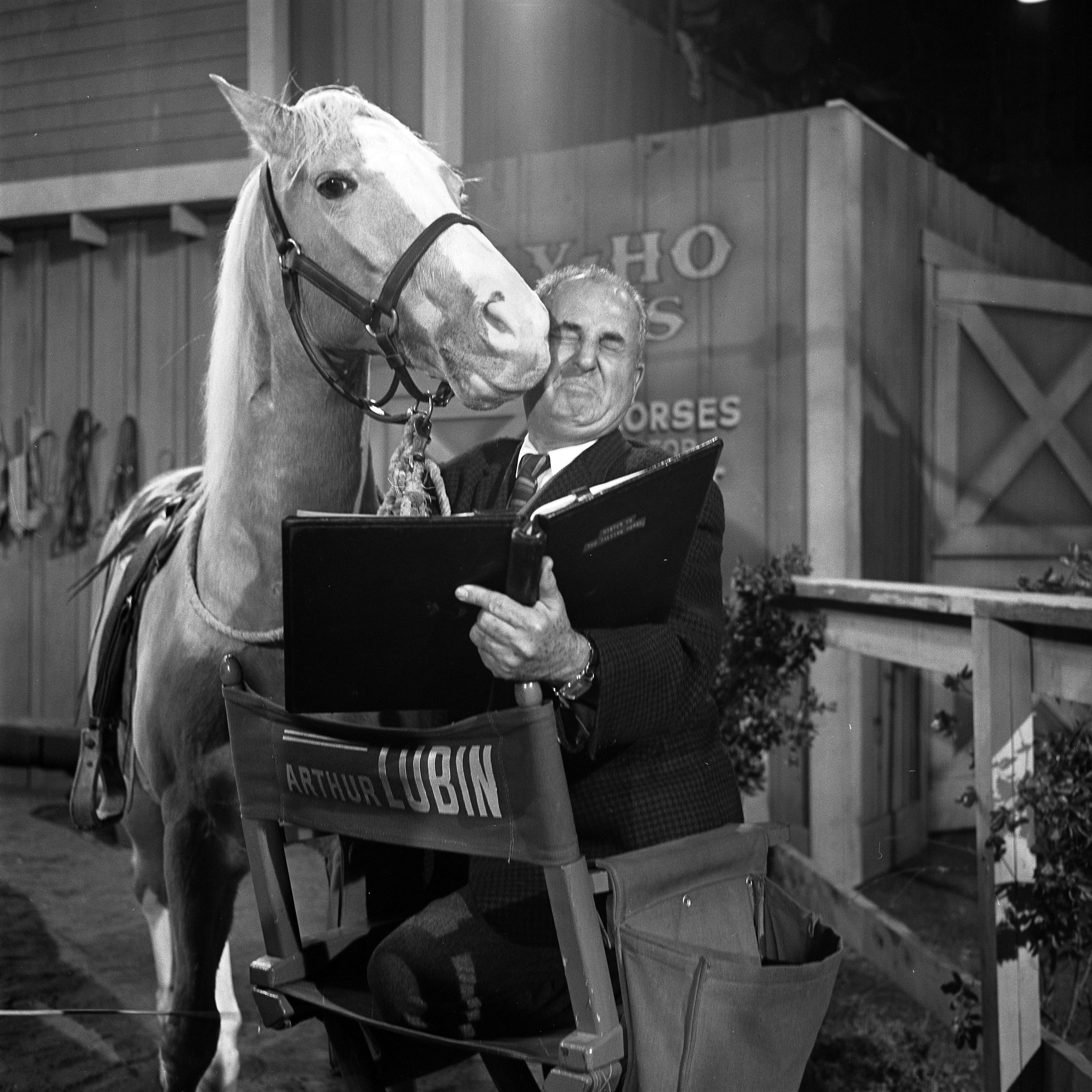
Arthur Lubin mit Mr. Ed (1962)

Arthur Lubin (* 25. Juli 1898 in Los Angeles; † 12. Mai 1995 in Glendale, Kalifornien) war ein US-amerikanischer Filmregisseur.

## Leben und Filme
Nach einem Studium an den Carnegie Technical Schools in Pittsburgh kam Arthur Lubin in den 1920er Jahren zum Film, wo er bei verschiedenen Produktionsfirmen zunächst als Darsteller arbeitete. 1934/35 vertraute ihm die Monogram Pictures Corporation erstmals einige Regiearbeiten an, darunter A Successful Failure, eine Komödie mit William Collier sen. 1935 wechselte Lubin zur Republic Pictures Corporation und 1936 zu den Universal Pictures, für die er zunächst Kriminal- und Actionfilme und ab 1940 in zunehmendem Umfang auch Musiklustspiele inszenierte. Nachdem Universal 1940 unter der Regie von A. Edward Sutherland das erste Filmmusical mit Bud Abbott und Lou Costello inszeniert hatte, übernahm Lubin das Komikerduo und drehte mit ihm Filme wie Buck Privates, In the Navy, Hold That Ghost, Keep ’Em Flying (alle vier 1941) und Helden im Sattel (1941).
Nachdem Arthur Lubin bereits 1940 einen Ausflug ins unheimliche Genre (Schwarzer Freitag) unternommen hatte, war sein nächster Erfolgsfilm, der als sein künstlerisch bedeutendster gilt, wieder ein Gruselfilm: Phantom der Oper. Die Hauptrollen in diesem Horrormusical, das zwei Oscars für die beste Dekoration und die beste Kamera gewann, spielten Nelson Eddy, Susanna Foster und Claude Rains. Nach dem Ende des Zweiten Weltkrieges inszenierte Lubin für wechselnde Produktionsfirmen so unterschiedliche Filme wie das Musical New Orleans (1947), den Film noir Impact (1949), eine Fantasyreihe um ein sprechendes Maultier (Francis, 1950–1955) und das Familienlustspiel Rhubarb (1951). In den 1950er Jahren setzte Lubin seine Arbeit für den Film fort, begann jedoch auch fürs Fernsehen zu arbeiten, für das er zahllose Episoden in Westernserien wie Cheyenne, Maverick, Bronco, The Deputy und Bonanza inszenierte. 1961 führte Lubin auch in der populären Fernsehserie Mr. Ed Regie, in der die Motive der Francis-Filme mit einem sprechenden Pferd fortgesetzt wurden.
Der Historiker William J. Mann, der eine Monografie über homosexuelle Filmkünstler in Hollywood geschrieben hat, geht davon aus, dass Arthur Lubin homosexuell war.

## Filmografie
Als Darsteller
- 1924: The Woman on the Jury
- 1925: Seine Söhne (His People)
- 1926: Galgenhochzeit (Bardelys the Magnificent)
- 1926: Millionaires
- 1927: Afraid to Love
- 1928: The Wedding March (Regie: Erich von Stroheim)
- 1928: The Bushranger
- 1929: Eyes of the Underworld
- 1929: Times Square/The Street of Jazz

Als Regisseur
- 1933: Sie tat ihm unrecht (Produktionsassistenz)
- 1934: A Successful Failure
- 1935: Great God Gold
- 1935: Honeymoon Limited
- 1935: Two Sinners/Two Black Sheep
- 1935: Frisco Waterfront
- 1936: The House of a Thousand Candles
- 1936: Yellowstone
- 1936: Mysterious Crossing
- 1937: California Straight Ahead!
- 1937: I Cover the War
- 1937: Idol of the Crowds
- 1937: Adventure’s End
- 1938: Midnight Intruder
- 1938: The Beloved Brat
- 1938: Prison Break
- 1938: Secrets of a Nurse
- 1938: Newsboys’ Home
- 1939: Risky Business
- 1939: Big Town Czar
- 1939: Mickey the Kid/Mickey
- 1939: Call a Messenger
- 1939: The Big Guy/Warden of the Big House
- 1940: Schwarzer Freitag (Black Friday)
- 1940: Gangs of Chicago
- 1940: Meet the Wildcat
- 1940: Who Killed Aunt Maggie?
- 1940: I’m Nobody’s Sweetheart Now
- 1940: San Francisco Docks
- 1941: Where Did You Get That Girl?
- 1941: Buck Privates
- 1941: In the Navy
- 1941: Vorsicht Gespenster! (Hold That Ghost/Oh, Charlie)
- 1941: Keep ’Em Flying
- 1942: Helden im Sattel (Ride ’Em Cowboy)
- 1942: Eagle Squadron
- 1942: Keeping Fit (kurzer Dokumentarfilm)
- 1943: Fluch der Tempelgötter (White Savage)
- 1943: Phantom der Oper (Phantom of the Opera)
- 1943: To the People of the United States (Kurz-Dokumentarfilm)
- 1944: Ali Baba und die vierzig Räuber (Ali Baba and the Forty Thieves)
- 1945: Delightfully Dangerous
- 1946: The Spider Woman Strikes Back
- 1946: A Night in Paradise
- 1947: New Orleans
- 1949: Western Melodies
- 1949: Impact
- 1950: Francis, ein Esel – Herr General (Francis)
- 1951: Francis Goes to the Races
- 1951: Queen for a Day/Horsie
- 1951: Rhubarb
- 1952: Francis Goes to West Point
- 1952: It Grows on Trees
- 1953: Gobs in a Mess
- 1953: Flucht aus Shanghai (South Sea Woman)
- 1953: Francis Covers the Big Town
- 1954: Die Burg der Verräter (Star of India)
- 1954: Francis Joins the WACS
- 1955: Zwischen Hass und Liebe (Footsteps in the Fog)
- 1955: Francis in the Navy
- 1955: Die nackte Geisel (Lady Godiva of Coventry)
- 1956: The First Traveling Saleslady (& Produktion)
- 1957: Verschollen in Japan (Escapade in Japan, auch Produktion)
- 1961: Der Gauner von Bagdad (Il ladro di Bagdad)
- 1964: Der erstaunliche Mr. Limpet (The Incredible Mr. Limpet)
- 1966: Beat! Beat! Beat! (Hold On!)
- 1971: Die Herausforderung (Rain for a Dusty Summer)

 Fernseharbeiten
Regie, wenn nicht anders angegeben:
- 1955: Cheyenne (Fernsehserie)
- 1957: Maverick (Fernsehserie)
- 1958: Bronco (Fernsehserie)
- 1958: 77 Sunset Strip (Fernsehserie)
- 1959: Westinghouse Desilu Playhouse: The Comeback (Episode einer Fernsehserie)
- 1959: The Deputy: Focus of Doom (Episode einer Fernsehserie)
- 1960: The Deputy: The Return of Simon Fry (Episode einer Fernsehserie)
- 1960: Bonanza (Fernsehserie, 3 Folgen)
- 1960: New Comedy Showcase: You’re Only Young Twice (Episode einer Fernsehserie)
- 1961: Mr. Ed: The Wonderful World of Wilbur Pope (Episode einer Fernsehserie) – Produzent
- 1961: Mr. Ed (Fernsehserie) – Produktion, Regie
- 1964: The Addams Family (Fernsehserie, 1 Episode)
- 1978: Little Lulu (Fernsehfilm)